# ガゼルマン
ガゼルマンは、ゆでたまごの漫画『キン肉マンII世』に登場する架空の人物。ガゼルをモチーフにした超人である。
アニメの声優は増谷康紀。

## 主な特徴
初登場はd.M.p編「万太郎、地球へ旅立つ!」。タンザニア出身の新世代超人。キン肉万太郎、テリー・ザ・キッドらと同じヘラクレス・ファクトリー（以下H・F）第1期生。H・Fを首席で卒業し、日本の中でも防衛の一番の要所である東京へ赴任した。冷静沈着で孤高な雰囲気を持つ一匹狼的な性格で、強靭な足腰を持ちガゼルのような俊敏な動きを得意とする。頭部には2本の角があり、この角は取り外して投げることも可能。当初は万太郎を見下していたが次第に感化されていき、万太郎、キッド、セイウチンらと遊び呆け、team-AHO（チームアホ）と呼ばれるようになる。
H・F入れ替え戦以降は活躍もなく出番も減るが、アニメや『キン肉マンII世〜オール超人大進撃〜』ではキッド、セイウチンらと共に活躍。アニメではキザな部分が強調され、ギャグ担当になりながらも登場し続け、原作では登場しなかった「火事場のクソ力修練編」に登場したり、アニメオリジナル編ではプリプリマンを撃破。第3回キャラクター人気投票にてトップ10入りした際には「アニメ放映の効果か判官贔屓か」とも評されている。
作者ゆでたまごは、落ちこぼれの万太郎やキッドと対比して、エリートのガゼルマンを登場させたと語る。そのため初期構想では万太郎のライバルとして活躍する予定だったが、ケビンマスクの人気を立たせるために、さっそく引き立て役にしたという。そういった事情もあり、ガゼルマンの扱いは消化不良気味であったと述べているが、それだけに『キン肉マンII世〜オール超人大進撃〜』やアニメで活躍できてよかったと答えている。デザインについては「シンプルなデザインでビジュアル的にもカッコよく、好きな超人」と語っていた。ただし、そういった見栄えのいい超人は、かませ犬にしたがるとも。本人はビジュアル系を自称しているが、バロンマクシミリアンからは「お笑い系」と称されており、ケビンマスクらも賛同している。
学研の図鑑『キン肉マン「超人」』では「哺乳類のなかま」の中の「偶蹄類の超人」に分類されており、トムソンガゼルの特徴を持つとされる。本を執筆したり、会場の売り子を務めるなど、レスリング以外でも多才さを持っていることにも触れられている。

## 経歴
H・Fを首席で卒業したガゼルマンは、日本駐屯超人として東京地区を担当。万太郎を許可なく公園から出ないように拘束するが、止めに入ったケビンマスクに軽くあしらわれる。その夜、キン肉ハウスを偵察していたケビンマスク、テルテルボーイ、MAXマンに闇討ちされ戦闘不能になる。なお、アニメ版ではケビンマスクのビッグベン・エッジでK.Oされた描写が追加されている。翌朝、万太郎が狙われていることを告げに日本武道館に現れ、そのまま新世代超人とd.M.pの抗争に関わる。ナイトメアズ戦では、万太郎フィギュアの売り子を務めていた。
d.M.p壊滅後、万太郎に感化され任務を忘れて遊び呆ける生活をしているガゼルマンたちに委員長は激怒。二期生と日本駐屯をかけた入れ替え戦に出場させられる。1回戦ではジェイドにチャランボを見舞い圧倒するが、3ヶ月間の運動不足によるスタミナ不足から劣勢へ。ジェイドがビーフケーク・ハマーをかけた際ヘルメットから外れた髑髏の徽章を笑ったため、怒りに触れベルリンの赤い雨を喰らい頬から胸を切り裂かれる。決勝戦では重傷の身体でキッド、セイウチンと共に応援に駆けつけ万太郎を勝利に導き、再び日本駐屯超人となるが、遊び呆けた生活は特に変わらなかった。
超人オリンピック ザ・レザレクション編ではタンザニア代表として超人オリンピック ザ・レザレクションに出場し、第3競技まで勝ち進むが、作中で触れられることなく敗退。終盤、イリューヒンを助けアキレス腱断裂で入院したミートに付き添っていたが、決勝戦、万太郎の応援にミートをつれて駆けつける。『集英社ジャンプリミックスワイド版キン肉マンII世 開幕!史上最強の超人オリンピック!!編』に掲載された予選敗退者コメントにおいて、「今回は正直、自分の存在意義に疑問を抱きました…」と発言。
悪魔の種子編では仲間と共に突如与那国島に現れたジェネラル・パラストに向かうがパラストのゲートバリヤーを破れず難攻する。その後万太郎の試合を見届けるが、飛び出したパラストによりスカーフェイスと共に山口県・下関・唐戸桟橋へ。ケビンマスク、チェック・メイトと合流し、巌流島への船頭をチェックと共に務めていた。B-エボリューションズが敗れた後は1人飛び出した万太郎をキッドとセイウチンと共に後を追い、ヘラクレスの鎖場にて万太郎のアルティメット・阿修羅バスター対策に付き合う。
第1回キャラクター人気投票では第14位、第3回キャラクター人気投票では第10位にランク入りしている。

### 究極の超人タッグ編
時間超人たちの暗躍により、肉体消滅の危機にあるケビンマスクを救うため時空船の建造に協力するが、タイムワープに名乗り出ず現代に残り、以降は回想シーンでの登場にとどまっている。
連載600回記念の扉絵での登場が最後の登場となった。
第4回キャラクター人気投票では20位にランク入りしていた。

### 主要対戦成績
- シングルマッチ
  - ×ジェイド（ベルリンの赤い雨）
  - ○スカイ・クロウ（体固め）

アニメオリジナル
- タッグマッチ
  - ○エル・カエルーン&プリプリマン組（サバンナヒート）

劇場版
- 変則マッチ
  - ×ザ・犀暴愚（グレイト犀〈サイ〉クロン）

- タッグマッチ
  - ○ザ・プロテクター&エル・カエルーン組（サバンナヒート）

## 『キン肉マンII世〜オール超人大進撃〜』でのガゼルマン
第1話より登場。性格や住み家などが本編と異なりつつも過去などが語られ、勝ち星を上げている。
タンザニア小学校時代に友人ザ・ファックスに裏切られた過去を持つ。そのため一匹狼を貫き、橋の下に家を建てて1人暮らししており、子供から『新世代超人の中の嫌われ者』呼ばわりされていたが、ある時悪の道へ走ったザ・ファックスと遭遇。子供を人質に取られ、ペーパーミイラとの2人掛かりに苦戦を強いられるが、自分を仲間と認め助けに来た万太郎と共に協力してザ・ファックスを撃破する。子供たちも助けられ、何事もなかったかのように去って行くガゼルマンだったが満足げな笑みを浮かべていた。
d.M.pのアジト「ダンジョン・ハンド」での闘いでは寝ずの番の1人・夜叉夢を撃破した。
「超人一等祭編」ではアフリカ代表として出場するが予選落ちとなる。
第1回キャラクター人気投票では第18位にランク入りした。

### 主要対戦成績
- シングルマッチ
  - ×プリプリマン（不明）
  - ×ザ・犀暴愚（犀〈サイ〉クロン・バックブリーカー）
  - ○夜叉夢（サバンナヒート）
- タッグマッチ（1戦1勝）
  - ○ザ・ファックス&ペーパーミイラ組（サバンナヒート）

## 得意技
アントラーフィスト
手甲に2本の爪を装着して飛び掛り、相手を貫く打撃技。
チャランボ（悪い子だ!）
相手を首相撲に捕らえての、ボディを狙ったムエタイ式の膝蹴り。
「悪い子だ!」は、ジェイドとの闘いにて使用した際の台詞。そのまま技名として認知されているようで作中の新聞欄には「‘悪い子だ!’炸裂」や「‘悪い子だ!’不発」と書かれていた。ゲーム版でも「悪い子だ!」として必殺技の一つに数えられ、3発蹴り込んだ後ハイキックも撃つ。
サバンナヒート
アントラーフィストを装着し、縦に回転しながら相手を切り裂く技。
本編では使用されず『キン肉マンII世〜オール超人大進撃〜』やアニメオリジナル編で決め技として使用された。
ファイナル・トーピドー
セイウチンとのツープラトン。相手めがけてセイウチンを投げ、投げられたセイウチンがきりもみ回転しながら体当たりをする。劇場版『キン肉マンII世 マッスル人参争奪! 超人大戦争』で使用。

## プロフィール
- 分類 - 新世代超人
- 出身地 -  タンザニア[10]
- 身長体重 - 205cm 136kg[10]
- 超人強度 - 100万パワー[10]
- 年齢 - 14〜16歳[11]
- 家族 - 父
- 備考 - 著書に『俺はここで負けていた!』と『サバンナの真実』がある。

### 主な肩書き
- team-AHO[12]

### 異名
- 小鹿ちゃん[13]
- サバンナの熱風[14]

## テーマソング
ガゼルマンの叫び
歌 - ガゼルマン（増谷康紀） / 作詞 - 里乃塚玲央 / 作曲 - 渡部チェル / 編曲 - 渡部チェル

## コンピュータゲーム
『キン肉マンII世 新世代超人VS伝説超人』など『キン肉マンII世』以後のゲームでは、タッグチームを組むキャラクターによっては特定のチーム名が付けられる。以下にそれを示す。
- team-AHO - キン肉万太郎、テリー・ザ・キッド、セイウチン
- ハンサムタワーズ - ロビンマスクorバラクーダ
- クローハンズ - ウォーズマンorクロエ
- ジ・アニマルワンズ - バッファローマン
- ザ・フューチャーズ - ジェイド

team-AHOを除いてはゲーム独自の名称である。
『キン肉マンII世 超人聖戦史』ではキン肉万太郎が仲間におり、主人公が正義か悪かを示す属性ゲージが一定以上であれば仲間にできる。アフリカ出身もしくは打撃タイプであり特定の条件を満たしてあれば弟子入りすることも可能。「悪い子だ!」を習得できる。
『キン肉マンII世 ドリームタッグマッチ』では他の新世代超人が登場するなか一人登場しなかったため、攻略本のカバー下に次回作へ参戦するための特訓の様子が描かれていた。